# Magistratura democratica
Magistratura democratica (md) è una delle associazioni di magistrati in cui si articola, al proprio interno, l'Associazione nazionale magistrati. 
Pur essendo una componente dell'Associazione nazionale magistrati, Magistratura democratica ha, rispetto a quest'ultima, una precisa autonomia, non solo in termini statutari, ma anche nella concreta partecipazione alle iniziative delle due associazioni: è possibile l'adesione a Magistratura democratica senza adesione all'Anm.
In sede europea Magistratura democratica aderisce al circuito "Medel" (Magistrats européens pour la démocratie et les libertés), una rete di associazioni di magistrati di vari paesi.

## Storia
Magistratura Democratica è stata fondata a Bologna il 4 luglio 1964, e ha visto crescere progressivamente il proprio peso all'interno dell'Associazione nazionale magistrati (ANM) soprattutto per l'orientamento politico progressista e di sinistra.
Nel 1969 viene eletto segretario Generoso Petrella del Tribunale di Milano, sulla scorta dell’«elaborazione di un pensiero sulla giurisdizione che muoveva dalla scoperta di una possibile diversa funzione del diritto, non più solo strumento di conservazione dell’ordine esistente, ma anche possibile fattore di critica di esso e di ampliamento della tutela delle libertà e dei diritti sulla base dei principi costituzionali. Era quindi un pensiero politico sulla giurisdizione, legittimato nella sua possibilità di esprimersi dal pluralismo ideale proprio dell’ordinamento costituzionale». In quel periodo l'organizzazione subì una scissione interna che la portò a dimezzare i risultati alle successive elezioni dell'ANM (1970): gli scissionisti, guidati da Adolfo Beria di Argentine, abbandonarono Magistratura democratica poiché ritenevano che l'associazione risultasse eccessivamente legata alla sinistra e ai movimenti sociali e confluirono nel movimento "Impegno costituzionale".
Nelle elezioni dell'ANM del 1999 e del 2003 è risultata seconda dietro al gruppo "Unicost" (Unità per la Costituzione), poi Magistratura indipendente e I Verdi. 

### Area
Dalle elezioni del 2012 è stata presentata una lista unica progressista, "Area", cartello formato da Magistratura Democratica e Movimento per la Giustizia, che è stata la più votata.
Alle elezioni per i membri togati del Consiglio superiore della magistratura del 2014 sono risultati eletti, per la lista di Area, 7 magistrati: il consigliere della Corte di Cassazione Ercole Aprile, i pubblici ministeri Fabio Napoleone e Antonio Ardituro, i giudici di merito Piergiorgio Morosini – g.i.p. dell'inchiesta palermitana sulla presunta trattativa tra Stato e mafia – Lucio Aschettino, Valerio Fracassi e Nicola Clivio.
Dal 2016 è presidente Riccardo De Vito, mentre la segretaria generale è Mariarosaria Guglielmi.

## La questione politica
Magistratura democratica si caratterizza per un'ispirazione ideologica improntata alla difesa dell'autonomia ed indipendenza del potere giudiziario rispetto agli altri poteri dello Stato, ma orientata tendenzialmente a sinistra.
Diversi esponenti di Magistratura democratica si sono candidati e sono stati eletti in formazioni politiche di sinistra.
Negli anni 2000 Magistratura democratica è stata duramente attaccata da Silvio Berlusconi, Cesare Previti e da altri esponenti politici coinvolti in procedimenti giudiziari. Costoro, adducendo di essere vittime di presunte persecuzioni giudiziarie, hanno indicato in Magistratura democratica un gruppo di potere legato alla sinistra che farebbe un uso politico della posizione istituzionale dei propri aderenti al fine di screditare gli avversari. Berlusconi ne ha invocato l'abolizione.
A Magistratura democratica aderiscono circa 900 dei 8.886 magistrati italiani in servizio, ovvero circa un magistrato su dieci.

## Organi
Gli organi di Magistratura democratica sono:
- il congresso costituito da tutti gli iscritti, che possono partecipare personalmente o a mezzo di delegati eletti secondo le norme dello statuto dell'Anm; ogni delegato non può rappresentare più di dieci aderenti;
- il consiglio nazionale composto da venti consiglieri, dieci uomini e dieci donne, eletti ogni due anni durante il Congresso;
- il comitato esecutivo composto dal segretario generale e da nove membri, eletti fra i componenti del consiglio nazionale; è presieduto dal segretario nazionale;
- Le sezioni, costituite nell'ambito territoriale di ciascun distretto di corte d'appello o di più distretti finitimi; ogni assemblea di sezione designa al suo interno un segretario; le sezioni hanno una loro autonoma organizzazione interna.

## Obiettivi
Lo statuto di Magistratura democratica fissa i seguenti obiettivi:
1. lo sviluppo di una cultura giurisdizionale europea fondata sul rispetto, in ogni circostanza, dei principi dello Stato di diritto democratico, tra i quali spiccano in primo luogo il rispetto dei diritti dell'uomo e delle libertà fondamentali;
2. la protezione delle differenze tra gli esseri umani e dei diritti delle minoranze, specialmente dei diritti degli immigrati e dei meno abbienti, in una prospettiva di emancipazione sociale dei più deboli;
3. il sostegno all'integrazione comunitaria europea, in vista della creazione di una unione politica europea preoccupata della giustizia sociale;
4. la difesa dell'indipendenza del potere giudiziario nei confronti sia di ogni altro potere che di interessi particolari;
5. la ricerca e la promozione delle tecniche organizzative idonee a garantire un servizio giudiziario rispondente al principio di trasparenza e tale da permettere il controllo dei cittadini sul suo funzionamento;
6. la democratizzazione della magistratura, nel reclutamento e nelle condizioni di esercizio della professione, sostituendo il principio democratico a quello gerarchico, specialmente nel governo del corpo giudiziario;
7. l'affermazione del diritto dei magistrati, come di tutti i cittadini, alle libertà di riunione e azione collettiva;
8. la promozione di una cultura giuridica democratica tra i magistrati dei diversi paesi, attraverso lo scambio di informazioni e lo studio di argomenti comuni.

## Pubblicazioni
Questionegiustizia.it, diretta da Nello Rossi, è la rivista giuridica Internet di Magistratura Democratica. La 
pubblicazione è trimestrale e gratuita. La sede è a Roma.

## Segretari generali
| Segretario                | Elezione   |
| ------------------------- | ---------- |
| Federico Governatori      | 1964       |
| Adolfo Beria di Argentine | 1965       |
| Generoso Petrella         | 1969, 1970 |
| Marco Ramat               | 1972       |
| Salvatore Senese          | 1977       |
| Giovanni Palombarini      | 1981       |
| Franco Ippolito           | 1986       |
| Livio Pepino              | 1991, 1993 |
| Vittorio Borraccetti      | 1996, 1998 |
| Claudio Castelli          | 2000       |
| Juan Patrone              | 2005       |
| Rita Sanlorenzo           | 2007       |
| Piergiorgio Morosini      | 2010       |
| Anna Canepa               | 2013, 2015 |
| Mariarosaria Guglielmi    | 2016, 2019 |
| Stefano Musolino          | 2021, 2023 |